# Zberaz
Zberaz je část města Sedlčany v okrese Příbram v okrese Příbram ve Středočeském kraji. Nachází se asi dva kilometry severovýchodně od Sedlčan. Zberaz leží v katastrálním území Sestrouň o výměře 7,46 km².

## Historie
První písemná zmínka o vesnici pochází z roku 1491.
Za druhé světové války se tehdejší ves stala součástí vojenského cvičiště Zbraní SS Benešov a její obyvatelé se museli 31. října 1943 vystěhovat. V době druhé světové války se u této obce zřítilo americké bombardovací letadlo B-17G. Kusy tohoto letadla byly nalezeny i u Kosovy Hory. 

## Obyvatelstvo
| Rok            | 1869 | 1880 | 1890 | 1900 | 1910 | 1921 | 1930 | 1950 | 1961 | 1970 | 1980 | 1991 | 2001 | 2011 | 2021 |
| -------------- | ---- | ---- | ---- | ---- | ---- | ---- | ---- | ---- | ---- | ---- | ---- | ---- | ---- | ---- | ---- |
| Počet obyvatel | 141  | 124  | 100  | 129  | 101  | 116  | 100  | 76   | 95   | 109  | 106  | 93   | 83   | 85   | 89   |
| Počet domů     | 19   | 19   | 19   | 19   | 19   | 19   | 22   | 23   | 23   | 23   | 22   | 25   | 29   | 28   | 32   |

## Obecní správa
Při sčítání lidu v letech 1850–1960 Zberaz byla osadou obce Sestrouň, se kterým patřilo nejprve do okresu Sedlčany, ale od roku 1960 v okrese Příbram. Od 1. července 1960 je částí města Sedlčany v okrese Příbram.